# Buč Veli in Buč Mali
Buč Veli in Buč Mali sta dva majhna nenaseljena otoka v Jadranskem morju, ki pripadata Hrvaški in sta del Kornatov.
Otoka se nahajata v srednji Dalmaciji. Upravno pripadata občini Sale v Zadrski županiji.